# John Cavadini
John C. Cavadini ist ein US-amerikanischer katholischer Theologe und Historiker.

## Leben
Cavadini studierte an der Wesleyan University (BA 1975) und der Marquette University (MA 1979, MPhil 1983); an der Yale University (PhD 1988) wurde er promoviert. 
John Cavadini gilt als renommierter Augustinus-Forscher. Er lehrt Patristik und Frühmittelalter an der University of Notre Dame in South Bend (Indiana) und ist Direktor des Instituts für das kirchliche Leben.
Papst Benedikt XVI. berief John Cavadini 2009 in die Internationale Theologenkommission. Im selben Jahr ehrte ihn Papst Benedikt XVI. für seine theologisch-wissenschaftlichen Arbeiten mit dem päpstlichen Gregoriusorden.

## Schriften
- The Last Christology of the West: Adoptionism in Spain and Gaul, 785-820, University of Pennsylvania Press, 1993
- Gregory the Great: A Symposium, University of Notre Dame Press, 1996
- Imagining the Truth, University of Notre Dame Press, 1999